# Hospital Alyn Woldenberg
L'Hospital Familiar Alyn Woldenberg, (en hebreu: בית חולים אלי"ן) és un hospital per infants i un centre de rehabilitació per adolescents situat en la ciutat de Jerusalem, la capital d'Israel. L'hospital va ser fundat el 1932 per un ortopedista americà, el Doctor Henry Keller. Alyn tracta a infants amb malalties congènites i adquirides, entre elles la paràlisi cerebral, les malalties neuromusculars, ferides en la medul·la espinal, lesions cerebrals, cremades, trastorns alimentaris, víctimes d'accidents de trànsit i atemptats terroristes.

## Personal
El personal multidisciplinari d'Alyn inclou a una varietat de professions mèdiques. Els membres del personal estan dividits per la seva afinitat professional i tenen un director que supervisa el seu nivell professional i el seu desenvolupament. Els diversos camps professionals inclouen: medicina, infermeria, fisioteràpia, teràpia ocupacional, logopèdia, psicologia, treball social i educació.
L'hospital Alyn tracta a tots els nens, independentment de la seva religió i origen ètnic. El personal de l'hospital respecte a totes les cultures i ajuda als pacients i familiars a sentir-se còmodes en l'entorn hospitalari. La sala d'oració islàmica és accessible amb cadira de rodes, la sala es troba prop de la clínica per a pacients externs. La sala d'oració està oberta tot el dia per als pacients, els seus familiars i el personal de l'hospital.

### Medicina
El tractament és proporcionat per un equip de metges que inclou a diversos especialistes en el camp de la medicina pediàtrica i la rehabilitació: pediatres, ortopedistes, neuròlegs, uròlegs, nutricionistes, especialistes en malalties contagioses, malalties pulmonars, neurocirugía i psiquiatria.

### Infermeria
El personal d'infermeria atén a cada pacient i a la seva família durant tot el procés de rehabilitació. Les infermeres assisteixen, identifiquen, tracten i guian als pacients i a les seves famílies amb cada sol·licitud relacionada amb les seves necessitats físiques, mèdiques i emocionals, les 24 hores del dia, 7 dies a la setmana.

### Fisioteràpia
Els fisioterapeutes experimentats d'Alyn, es concentren a millorar les habilitats motores i la funció respiratòria, inclosa la mobilitat, l'estabilitat i la resistència. Les opcions de tractament inclouen la teràpia en el sòl incloent l'ús de l'últim equipament i la hidroterapia en la piscina.

### Teràpia ocupacional
La teràpia ocupacional se centra en promoure la funció autònoma del nen. L'objectiu és equipar al nen amb les eines per fer front a les demandes de la vida en el context social, escolar i laboral.

### Logopèdia
L'objectiu dels logopedes és ajudar al pacient a usar el llenguatge a través de la parla o qualsevol altra forma de comunicació adequada a l'edat del nen, a les seves habilitats i necessitats.

### Psicologia
En el primer contacte amb el pacient, el psicòleg se centra en avaluar la situació del pacient, els factors i les circumstàncies que afecten a la seva condició emocional i a les seves respostes.

### Treball social
Els treballadors socials se centran en la família i en el seu entorn i observen al nen com a part de la unitat familiar i de la comunitat a la qual pertanyen. Els treballadors socials guian als pacients i a les seves famílies en el procés de recuperació i assisteixen en la planificació i en la tornada del pacient a la seva llar i a la seva comunitat.

## Terratremol d'Haití de 2010
En febrer de l'any 2010, un equip d'experts metges de l'Hospital Alyn, especialitzat en la rehabilitació d'amputats, va anar a Haití per avaluar les necessitats de rehabilitació dels ferits i capacitar els terapeutes haitians. Les delegacions van estar sota els auspicis de l'organització IsraAid i Tevel B'Tzedek. Les delegacions van continuar proporcionant teràpia per als pacients del terratrèmol fins a juny de 2010.